# Alyn Smith
Alyn Smith (Glasgow, 15 september 1973) is een Brits politicus namens de SNP.
Smith werd geboren in het Schotse Glasgow, en groeide op in Schotland en Saoedi-Arabië. In 1986 keerde hij terug naar Schotland. In 1996 studeerde hij af als master in de rechten aan de Nottingham Trent University, in het academiejaar 1994-1995 studeerde hij aan het Europacollege te Natolin.
Professioneel begon hij zijn carrière bij het advocatenbureau Clifford Chance in Londen. Voor hij een politiek mandaat opnam werkte hij als kabinetsmedewerker voor de SNP in het Schots Parlement. Bij de verkiezingen voor het Lagerhuis in 2001 stelde Smith zich voor het eerst kandidaat, in het district Edinburgh-West. Hij behaalde 10,3% van de stemmen, wat niet voldoende was om gekozen te worden. Voor de Schotse parlementsverkiezingen van 2003 was hij wederom kandidaat voor hetzelfde district; ook ditmaal werd hij niet gekozen.
Bij de verkiezingen voor het Europees Parlement in 2004 werd Smith gekozen als lid van het parlement. In 2009, 2014 en 2019 werd hij als zodanig herkozen.
Op 12 december 2019 werd Smith gekozen als lid van het Lagerhuis voor het district Stirling; als gevolg hiervan trad hij op dezelfde datum af als lid van het Europees Parlement.